# Spartaco Landini
Spartaco Landini (31. leden 1944, Terranuova Bracciolini, Italské království – 16. duben 2017, Janov, Itálie) byl italský fotbalový obránce.
Fotbalovou kariéru začal v roce 1962 v Interu, kde působil do roku 1970. Za osm let nastoupil do 137 utkání a vstřelil jednu branku. Za Nerazzurri nastupoval spíše jako náhradník. I tak ale byl u tří vítězství v lize (1962/63, 1964/65, 1965/66), dvakrát dobyl pohár PMEZ (1963/64, 1964/65) i Interkontinentální pohár (1964, 1965). V roce 1970 odešel do Palerma, kde pomohl k postupu z druhé ligy do nejvyšší ligy. Od roku 1973 byl hráčem Neapole se kterým vyhrál italský pohár 1975/76. Kariéru zakončil v dresu Sangiovannese v roce 1978.
Za reprezentací nastoupil do čtyř utkání. Jedno utkání odehrál i na MS 1966.

## Hráčská statistika
| Sezóna  | Klub    | Liga    | Liga   | Liga | Ligové poháry | Ligové poháry | Ligové poháry | Kontinentální poháry | Kontinentální poháry | Kontinentální poháry | Celkem | Celkem |
| Sezóna  | Klub    | Soutěž  | Zápasy | Góly | Soutěž        | Zápasy        | Góly          | Soutěž               | Zápasy               | Góly                 | Zápasy | Góly   |
| ------- | ------- | ------- | ------ | ---- | ------------- | ------------- | ------------- | -------------------- | -------------------- | -------------------- | ------ | ------ |
| 1963/64 | Inter   | Serie A | 2      | 0    | IP            | 1             | 0             | PMEZ                 | 0                    | 0                    | 3      | 0      |
| 1964/65 | Inter   | Serie A | 2      | 0    | IP            | 2             | 0             | PMEZ+Int.P           | 0+0                  | 0                    | 4      | 0      |
| 1965/66 | Inter   | Serie A | 11     | 0    | IP            | 2             | 0             | PMEZ+Int.P           | 3+0                  | 0                    | 16     | 0      |
| 1966/67 | Inter   | Serie A | 14     | 0    | IP            | 2             | 0             | PMEZ                 | 3                    | 0                    | 19     | 0      |
| 1967/68 | Inter   | Serie A | 24     | 0    | IP            | 10            | 0             | Int.                 | 2                    | 0                    | 36     | 0      |
| 1968/69 | Inter   | Serie A | 12     | 0    | IP            | 2             | 0             | -                    | 0                    | 0                    | 14     | 0      |
| 1969/70 | Inter   | Serie A | 29     | 1    | IP            | 5             | 0             | Vel.P                | 10                   | 0                    | 44     | 1      |
| 1970    | Inter   | Serie A | 0      | 0    | IP            | 1             | 0             | -                    | 0                    | 0                    | 1      | 0      |
| 1970/71 | Palermo | Serie B | 29     | 0    | IP            | 0             | 0             | -                    | 0                    | 0                    | 29     | 0      |
| 1971/72 | Palermo | Serie B | 38     | 0    | IP            | 4             | 0             | -                    | 0                    | 0                    | 42     | 0      |
| 1972/73 | Palermo | Serie A | 30     | 0    | IP            | 4             | 0             | -                    | 0                    | 0                    | 34     | 0      |
| 1973/74 | Neapol  | Serie A | 10     | 0    | IP            | 1             | 0             | -                    | 0                    | 0                    | 11     | 0      |
| 1974/75 | Neapol  | Serie A | 7      | 0    | IP            | 2             | 0             | UEFA                 | 3                    | 0                    | 12     | 0      |
| 1975/76 | Neapol  | Serie A | 8      | 0    | IP            | 1             | 0             | -                    | 0                    | 0                    | 9      | 0      |
| Celkem  | Celkem  | Celkem  | 476    | 59   | -             | 85            | 10            | -                    | 73                   | 6                    | 634    | 75     |

## Hráčské úspěchy

### Klubové
- 3× vítěz italské ligy (1962/63, 1964/65, 1965/66)
- 1× vítěz italského poháru (1975/76)
- 2× vítěz poháru PMEZ (1963/64, 1964/65)
- 2× vítěz Interkontinentálního poháru (1964, 1965)

### Reprezentační
- 1× na MS (1966)